# مسعود بوعرجة
مسعود بوعرجة (بالفرنسية: Messaoud Bouardja)‏ (6 يوليو 1991 بليل في فرنسا - ) هو لاعب كرة قدم فرنسي في مركز الوسط. لعب مع نادي نيور ونادي واسكال.

## وصلات خارجية
- مسعود بوعرجة على موقع قاعدة بيانات كرة القدم.إي يو (الإنجليزية)